# Hans Kindl
Hans Kindl ist ein früherer deutscher Skeletonsportler.
Hans Kindl gehörte über einen Zeitraum von 15 Jahren zur deutschen Spitze im Skeletonsport. Schon bei den Deutschen Meisterschaften die 1971 erstmals nach 1938 ausgetragen wurden, konnte er hinter Josef Grubmüller in Königssee, wo alle Meisterschaften der 1970er Jahre ausgetragen wurden, Vizemeister werden. Zwei Jahre später wurde er hinter Rudi Häusler und Heinrich Platzer Dritter. Es dauerte bis 1981, dass Kindl in Königssee hinter Franz Kleber und Fritz Drevenka erneut die Bronzemedaille gewann. 1984 konnte er in Winterberg vor Häusler und Kleber den Titel gewinnen. 1985 und 1986 gewann er in Königssee nochmals die Bronzemedaillen. Bei Bayerischen Meisterschaften gewann Kindl 1978 und 1984 die Titel, wurde 1975 und 1976 Zweiter und 1972, 1974 und 1977 Dritter.